# Miss Monde 1964
Miss Monde 1964, est la 14e élection de Miss Monde, qui s'est déroulée au Lyceum Theatre de Londres, au Royaume-Uni, le 12 novembre 1964.
La lauréate du concours est Ann Sidney, Miss Royaume-Uni 1964. Elle a été couronnée par la jamaïcaine Carole Crawford, Miss Monde 1963.

## Résultats
| Résultat Final  | Candidates |
| --------------- | --- |
| Miss Monde 1964 | - Royaume-Uni - Ann Sidney |
| 1re dauphine    | - Argentine - Ana María Soria |
| 2e dauphine     | - Taïwan - Linda Lin Su-hsing |
| 3e dauphine     | - Brésil - Maria Isabel de Avellar Elias |
| 4e dauphine     | - Nouvelle-Zélande - Lyndal Ursula Cruickshank |
| Top 7           | - Italie - Mirka Sartori - Jamaïque - Erica Joanne Cooke |
| Top 16          | - Allemagne - Juliane Herm - Danemark - Yvonne Mortensen - Espagne - María José Ulla Madronero - États-Unis - Jeanne Marie Quinn - France - Jacqueline Gayraud - Grèce - Mary Kouyoumitzou - Liberia - Norma Dorothy Davis - Montserrat - Helen Joseph - Venezuela - Mercedes Hernández Nieves |

## Candidates

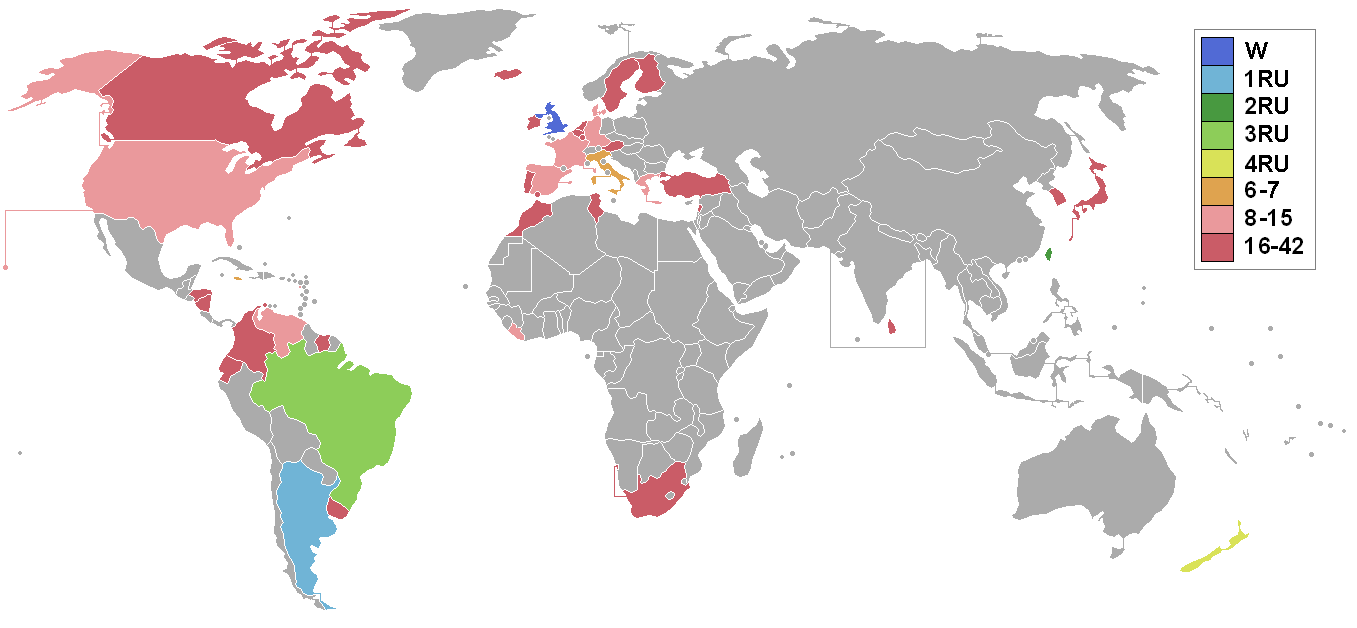
Pays des participantes et résultats

- Afrique du Sud - Vedra Karamitas †
- Allemagne - Juliane Herm
- Argentine - Ana María Soria
- Aruba - Regina Croes
- Autriche - Victoria Lazek
- Belgique - Danièle Defrère
- Brésil - Maria Isabel de Avellar Elias
- Canada - Mary Lou Farrell
- Ceylon - Marina Dellerene Swan
- Colombie - Paulina Vargas Gilede
- Corée du Sud - Yoon Mi-hee
- Danemark - Yvonne Mortensen
- Équateur - María de Lourdes Anda Vallejo
- Espagne - María José Ulla Madronero
- États-Unis - Jeanne Marie Quinn
- Finlande - Maila Maria Östring
- France - Jacqueline Gayraud
- Gibraltar - Lydia Davis
- Grèce - Mary Kouyoumitzou
- Pays-Bas - Renske van der Berg
- Honduras - Araceli Cano
- Irlande - Mairen Cullen
- Islande - Rósa Einarsdóttir
- Italie - Mirka Sartori
- Jamaïque - Erica Joanne Cooke
- Japon - Yoshiko Nakatani
- Liban - Nana Barakat
- Liberia - Norma Dorothy Davis
- Luxembourg - Gabrielle Heyrard
- Maroc - Leila Gourmala
- Montserrat - Helen Joseph
- Nicaragua - Sandra Correa
- Nouvelle-Zélande - Lyndal Ursula Cruikshank
- Portugal - Rolanda Campos
- Royaume-Uni - Ann Sidney
- Suède - Agneta Malmgren
- Suriname - Norma Dorothy Tin Chen Fung
- Taïwan - Linda Lin Su-Hsing
- Tunisie - Dolly Allouche
- Turquie - Nurlan Coskun
- Uruguay - Alicia Elena Gómez
- Venezuela - Mercedes Hernández Nieves

## Observations